# Alcyoniina
Alcyoniina is een onderorde van neteldieren uit de klasse van de Anthozoa (Bloemdieren).

## Families
- Alcyoniidae Lamouroux, 1812
- Aquaumbridae Breedy, van Ofwegen & Vargas, 2012
- Nephtheidae Gray, 1862
- Nidaliidae Gray, 1869
- Paralcyoniidae Gray, 1869
- Xeniidae Ehrenberg, 1828